# Alhassane Keita (Fußballspieler, 1992)
Alhassane Keita (* 16. April 1992 in Conakry) ist ein guineischer Fußballspieler.

## Karriere

### Verein
Keita begann seine Karriere in Frankreich beim FC Metz, wo er anfangs für die Amateure zum Einsatz kam. Sein Debüt für die Profis gab er im August 2011 gegen den CS Sedan in der Ligue 2. Mit Metz musste er zu Saisonende in die Championat National absteigen. Mit Metz konnte er nach einer Saison wieder in die zweithöchste Liga aufsteigen. In der Saison 2013/14 spielte er leihweise für den Drittligisten US Boulogne. Im Sommer 2014 wurde er an den belgischen Erstligisten Lierse SK weiterverliehen. Sein Debüt in der Pro League gab er im Juli 2014 gegen KV Ostende. Im August 2015 wechselte er nach Zypern zu Ermis Aradippou. In der Saison 2015/16 absolvierte er 36 Spiele in der First Division, in der er 13 Treffer erzielte. Im August 2016 wechselte er nach Österreich zum SKN St. Pölten, bei dem er einen bis Juni 2018 gültigen Vertrag erhielt. Im Januar 2017 wurde sein Vertrag beim SKN St. Pölten aufgelöst, nachdem er sich mit seinem Teamkollegen Daniel Segovia in einem Testspiel um einen Elfmeter geprügelt hatte. Nach der Auflösung seines Vertrags wechselte er  nach Portugal zu Marítimo Funchal. Im Sommer 2017 wurde er für eine Saison an den israelischen Verein Maccabi Netanya ausgeliehen. Dann kehrte er zurück nach Portugal zu Belenenses SAD. Auch von dort wurde er an Al-Riffa SC nach Katar verliehen. Ab 2020 war Keita dann zwei Jahre ohne Verein und schloss sich im Sommer 2022 dem luxemburgischen Erstligisten US Bad Mondorf an. Wiederum nur eine Saison später wechselte er zu Hapoel Nof HaGalil in die israelische Liga Leumit.

### Nationalmannschaft
Der Stürmer debütierte am 24. März 2017 für die guineische A-Nationalmannschaft, als er bei einem 2:1-Testspielsieg gegen Kamerun in der 85. Minute für François Kamano eingewechselt wurde. Vier Tage später folgte dann sein zweiter und letzter Einsatz gegen Gabun (2:2).